# Bosumschneefeld
Das Bosumschneefeld ist ein Firnfeld im ostantarktischen Viktorialand. Im südlichen Abschnitt der Southern Cross Mountains liegt es westlich des Campbell-Gletschers. Entwässert wird es durch den Styx-Gletscher und insbesondere durch einen Seitengletscher des Tinker-Gletschers.
Wissenschaftler der deutschen Expedition GANOVEX IV (1984–1985) benannten es. Namensgeber ist der deutsche Geophysiker Wilhelm Bosum, der an dieser Forschungsreise beteiligt war.